# Орёл (Краснокамский район)
Орёл — опустевший посёлок Арлановского сельсовета Краснокамского района Башкортостана.

## История
Официально упразднен в 1979 году. Указ Президиума ВС Башкирской АССР от 29.09.1979 N 6-2/312 «Об исключении некоторых населённых пунктов из учетных данных по административно-территориальному делению Башкирской АССР» гласил:

Президиум Верховного Совета Башкирской АССР постановляет: 

В связи с перечислением жителей и фактическим прекращением существования исключить из учетных данных по административно-территориальному делению Башкирской АССР следующие населённые пункты
по Краснокамскому району
п. Ленинский Арлановского сельсовета
п. Орел Арлановского сельсовета
— http://bashkortostan.news-city.info/docs/sistemao/dok_keqimi.htm